# Бунтът на робите
„Бунтът на робите“ е български игрален филм (драма) от 1933 година на режисьора Васил Гендов, по сценарий на Данаил Кацев – Бурски и Васил Гендов. Оператор е Минко Балкански. Първият филм посветен на Васил Левски.
Художник на филма е Страхил Титиринов, който е споменат сред актьорите и може и да е участвал в някоя второстепенна роля.

## Актьорски състав
- Васил Гендов – Васил Левски
- Жана Гендова – Христина
- Мишо Левиев – Киряк ефенди
- Мила Савова – Баба Гина
- Бистра Фол – Лалка
- Михаил Попов – Онбашията
- Христо Христов – Чаушинът
- Коста Хаджиминев – Стойчо
- Петър Топалов – Поп Никола